# Saci Lloyd
Pour les articles homonymes, voir Lloyd.
Œuvres principales
- Carbon Diaries 2015
- Carbon Diaries 2017

Saci Lloyd, née le 18 décembre 1967 à Manchester au Royaume-Uni, est une écrivaine, dessinatrice et chanteuse britannique. Elle s'est fait connaître grâce à son premier livre, Carbon Diaries 2015, sorti en 2009 au Royaume-Uni.

## Œuvres

### SérieCarbon Diaries
1. Carbon Diaries 2015, Pocket Jeunesse, 2012 ((en) The Carbon Diaries 2015, 2009), trad. Sylvie Denis, 328 p.  (ISBN 978-2-266-19614-7)
2. Carbon Diaries 2017, Pocket Jeunesse, 2013 ((en) The Carbon Diaries 2017, 2010), trad. Sylvie Denis, 388 p.  (ISBN 978-2-266-19615-4)

### Romans indépendants
- (en) Momentum, 2011  (ISBN 978-1-4449-0081-1)
- (en) Quantum, 2013  (ISBN 978-1-4449-0082-8)
- (en) It's the End of the World as We Know It, 2015  (ISBN 978-1-4449-1668-3)

## Récompenses
- 2009 : Costa Book Awards pour Carbon Diaries 2015
- 2011 : Green Book Festival pour Carbon Diaries 2017[1]
- 2011 : Guardian Children's Fiction Prize  pour Momentum
- 2013 : Green Earth Book Awards pour Momentum[2]